# Francis Herbert Bradley
Francis Herbert Bradley (Clapham, Surrey, 1846-1924) va ser un filòsof britànic pertanyent a l'idealisme. Influït per Hegel, considerava que tot era una part de l'Absolut i que per tant les divisions en filosofia o ciència eren falses, calia un apropament unitari al saber i una concepció unitària de la matèria i l'esperit (monisme). Aquest Absolut només es pot experimentar directament com una intuïció total, qualsevol categorització o explicació el falseja. La seva obra principal és Appearance and Reality, publicada el 1893.